# Hot Issue (nhóm nhạc)
Hot Issue (tiếng Hàn: 핫이슈; cách điệu: HOT ISSUE) là nhóm nhạc nam Hàn Quốc đến từ S2 Entertainment. Họ đã debut vào 28 tháng 4 năm 2021 với mini album đầu tay Issue Maker

## Tên gọi
Hot Issue trong tiếng Anh, có nghĩa là "Những điều trung thực, nổi bật và khủng khiếp" ("Honest, Outstanding and Terrific Issue")

## Lịch sử

### 2021: Debut vớiIssue Maker
Vào ngày 7 tháng 4 năm 2021, thông qua các tài khoản mạng xã hội chính thức của họ, đã có thông báo rằng Hot Issue sẽ ra mắt vào ngày 28 tháng 4 với mini album đầu tiên Issue Maker. Vào 28 tháng 4, họ đã chính thức debut với Issue Maker với bài hát chủ đề Gratata

## Thành viên
- Chú thích: In đậm là trưởng nhóm

| Nghệ danh  | Nghệ danh | Tên khai sinh     | Tên khai sinh     | Tên khai sinh | Tên khai sinh     | Ngày sinh         | Nơi sinh                             | Quốc tịch   |
| Latinh     | Hangul    | Latinh            | Hangul            | Hanja         | Hán-Việt          | Ngày sinh         | Nơi sinh                             | Quốc tịch   |
| Mayna      | 메이나    | Simone Matsuyama  | 마츠야마 시몬     | 松山シモーヌ  | Thiệu Hy Á Vưu    | 12 tháng 5, 2000  | Tokushima, Nhật Bản                  | Tây Ban Nha |
| Mayna      | 메이나    | Akimoto Matsuyama | 아키모토 마츠야마 | 松山秋元      | Thiệu Tây Bàng Na | 12 tháng 5, 2000  | Tokushima, Nhật Bản                  | Tây Ban Nha |
| Nahyun     | 나현      | Kang Nahyun       | 강나현            | 姜娜賢        | Khương Na Hiền    | 25 tháng 1, 2002  | Changwon, Gyeongsangnam-do, Hàn Quốc | Hàn Quốc    |
| Hyeongshin | 형신      | Kim Hyeongshin    | 김형신            | 金亨信        | Kim Hanh Thân     | 3 tháng 5, 2002   | Seongnam, Gyeonggi, Hàn Quốc         | Hàn Quốc    |
| Dana       | 다나      | Jang Dana         | 장다나            | 張多奈        | Trương Đa Nại     | 25 tháng 12, 2003 | Goyang, Gyeonggi, Hàn Quốc           | Hàn Quốc    |
| Yewon      | 예원      | Park Yewon        | 박예원            | 朴藝媛        | Phác Nghệ Viên    | 11 tháng 1, 2004  | Goyang, Gyeonggi, Hàn Quốc           | Hàn Quốc    |
| Yebin      | 예빈      | Kim Yebin         | 김예빈            | 金藝彬        | Kim Nghệ Bân      | 1 tháng 11, 2004  | Iksan, Jeolla Bắc, Hàn Quốc          | Hàn Quốc    |
| Dain       | 다인      | Jung Dain         | 정다인            | 鄭多仁        | Trịnh Đa Nhân     | 15 tháng 12, 2004 | Chungju, Chungcheong Bắc, Hàn Quốc   | Hàn Quốc    |

## Danh sách đĩa nhạc
| Tiêu đề     | Details                                                                                                   | Thứ hạng cao nhất | Doanh số |
| Tiêu đề     | Details                                                                                                   | KOR               | Doanh số |
| ----------- | --- | ----------------- | -------- |
| Issue Maker | - Phát hành: 28 tháng 4 năm 2021 - Công ty: S2 Entertainment - Định dạng: CD, digital download, streaming |                   |          |